# G. M. Malliet
G. M. Malliet, née en 1951, est une femme de lettres américaine, auteure de roman policier.

## Biographie
Elle fait des études à l'université d'Oxford et à l'université de Cambridge. 
En 2008, elle publie son premier roman, Mort d'un écrivain bien installé (Death of a Cozy Writer), pour lequel elle est lauréate du prix Agatha du premier roman. Elle y met en scène l'inspecteur-chef St. Just.

## Œuvre

### Romans

#### SérieSt. Just
- Death of a Cozy Writer (2008), aussi titré Death of a Cosy Writer Publié en français sous le titre Mort d'un écrivain bien installé, ADA éditions (2010)  (ISBN 978-2-89667-063-5)
- Death and the Lit Chick (2009)
- Death at the Alma Mater (2010)
- Death in Cornwall (2022)
- Death in Print (2023)
- Death and the Old Master (2024)

#### SérieMax Tudor
- Wicked Autumn (2011)
- A Fatal Winter (2012)
- Pagan Spring (2013)
- Demon Summer (2014)
- The Haunted Season (2015)
- Devil’s Breath (2017)
- In Prior’s Wood (2018)

#### SérieAugusta Hawke
- Augusta Hawke (2022)
- Invitation to a Killer (2023)

#### Autre roman
- Weycombe (2017)

### Nouvelles
- The Bartender (2005)
- The Lockbox (2008)
- Bookworm (2010)
- Yuletide (2013)
- Home for the Holidays (2014)
- Whiteout (2019)

## Prix et distinctions

### Prix
- Prix Agatha 2008  du meilleur premier roman pour Death of a Cozy Writer[1]

### Nominations
- Prix Anthony 2009 du meilleur premier roman pour Death of a Cozy Writer [2]
- Prix Macavity 2009 du meilleur premier roman pour Death of a Cozy Writer[3]
- Prix Agatha 2011 du meilleur roman pour Wicked Autumn[4]
- Prix Macavity 2011 de la meilleure nouvelle pour Bookworm[3]
- Prix Agatha 2012 du meilleur roman pour A Fatal Winter[4]
- Prix Dilys 2012 du meilleur roman pour Wicked Autumn[5]
- Prix Agatha 2013 du meilleur roman pour Pagan Spring[4]
- Prix Agatha 2014 du meilleur roman pour Demon Summer[4]
- Dilys Awards 2014 du meilleur roman pour Pagan Spring[5]
- Prix Macavity 2020 de la meilleure nouvelle pour Whiteout[6]